# Luis Almagro
Luis Leonardo Almagro Lemes (Paysandú, 1 de junho de 1963) é um advogado, político e diplomata uruguaio. Foi Ministro das Relações Exteriores do governo de José Mujica. É o atual Secretário Geral das Organização dos Estados Americanos (OEA).